# والری لیوکین
والری لیوکین (به انگلیسی: Valeri Viktorovich Liukin) (زادهٔ ۱۷ دسامبر ۱۹۶۶) ژیمناست اهل کشور قزاقستان است.